# 세네갈 여자 축구 국가대표팀
세네갈 여자 축구 국가대표팀은 세네갈을 대표하는 여자 축구 대표팀으로 세네갈 축구 연맹에서 관리한다.

## 국제 대회 경력

### 아프리카 여자 네이션스컵
1991년 초대 대회에 참가하였으나 기권한 후 2002년 대회 예선에서 국제 대회 데뷔전을 가졌으나 가나에게 합산 1-6으로 대패하여 탈락했다. 그 뒤 2012년 대회에서 처음으로 본선 진출에 성공했음에도 본선에서 3전 전패로 조별리그에서 탈락했지만 그로부터 10년 뒤인 2022년 대회에서는 사상 처음으로 8강에 진출하며 역대 메이저 대회 최고 성적을 거두었고 이 대회 패자부활전에서도 튀니지를 꺾고 2023년 FIFA 여자 월드컵 예선 대륙간 플레이오프 진출권을 따냈다.

### FIFA 여자 월드컵
2022년 아프리카 여자 네이션스컵 패자부활전에서 튀니지를 꺾고 2023년 FIFA 여자 월드컵 예선 대륙간 플레이오프에 올랐으나 대륙간 플레이오프 1라운드에서 아이티에 0-4로 대패하며 사상 첫 여자 월드컵 본선 진출이 좌절되었다.

## 성적

### FIFA 여자 월드컵
- 1991년: 불참
- 1995년 ~ 2023년: 예선 탈락

### 올림픽 축구
- 1996년 ~ 2020년: 예선 탈락

### 아프리카 여자 네이션스컵
- 1991년 ~ 2000년: 불참
- 2002년 ~ 2010년: 예선 탈락
- 2012년: 조별 리그
- 2014년 ~ 2018년: 예선 탈락
- 2022년:  8강

## 같이 보기
- 세네갈 축구 국가대표팀